# 9,3×62mm

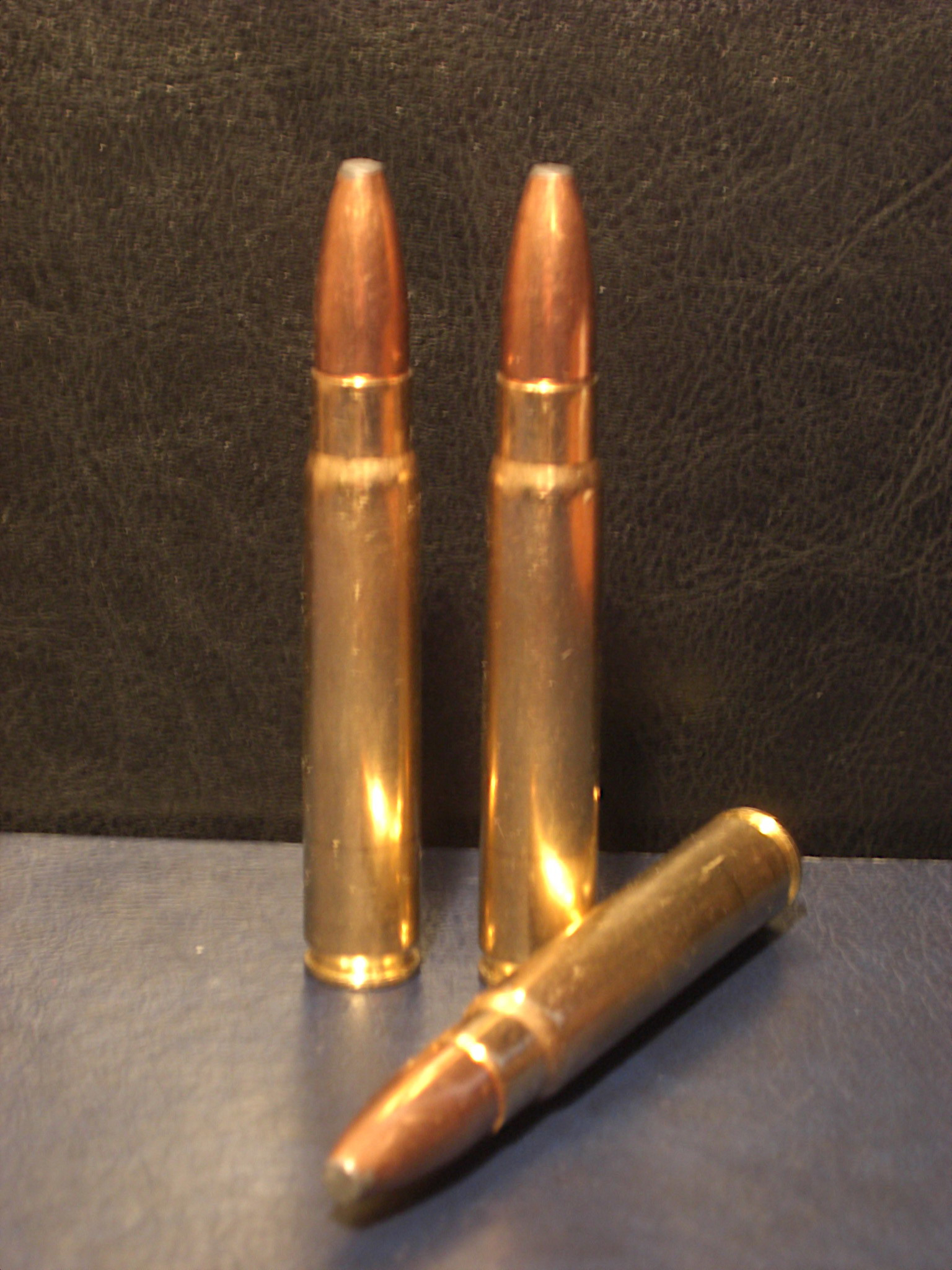
Alguns exemplares do 9,3×62mm

O 9,3×62mm (também conhecido como 9,3×62mm Mauser) é um cartucho de fogo central de rifle sem aro com "pescoço" projetado em 1905 pelo fabricante alemão de armas Otto Bock. É adequado para caça de animais médios a grandes na África, Europa e América do Norte. A uma velocidade de saída típica de 720 m/s (2362 pés/s), sua bala padrão 286 gr (18,5 g) equilibra o recuo e a força para uso efetivo em até cerca de 250m (275 jardas). Segundo o C.I.P. A pressão média máxima (MAP) para o 9,3×62mm é 390,00 MPa (56.565 psi).
O 9,3×62mm foi projetado para caber no rifle Mauser 98 por ação de ferrolho. Os caçadores e colonos europeus na África muitas vezes escolheram rifles militares por sua confiabilidade e baixo custo, mas os governos coloniais na África, temerosos de rebeliões, muitas vezes proibiram rifles de calibre militar e munições. O 9,3×62mm nunca foi um cartucho militar e por isso nunca teve esse problema. Como suas contrapartes militares, os rifles Mauser com câmara de 9,3×62mm eram relativamente baratos e bastante confiáveis. Por causa desses fatores, o 9,3x62mm se tornou popular rapidamente e o uso do cartucho se espalhou.
O 9,3×74mmR é um cartucho com aro que evoluiu do cartucho de pólvora negra 9,3×72mmR. Os níveis de energia dos cartuchos de 9,3×62mm e 9,3×74mmR são semelhantes, mas os cartuchos não estão relacionados. O cartucho com aro é um pouco mais longo do que o de 9,3x62mm, permitindo uma pressão mais baixa no estojo, enquanto mantém a velocidade e a energia no cano.